# Centro Universitário Serra dos Órgãos
O Centro Universitário Serra dos Órgãos (UNIFESO) é uma instituição de ensino superior privada sediada no bairro do Alto em Teresópolis, no estado do Rio de Janeiro, Brasil. Foi fundada em 1 de março de 1970 por iniciativa da Fundação Educacional Serra dos Órgãos (FESO), tendo início suas atividades por meio da criação da Faculdade de Medicina de Teresópolis (FMT).

## História
As atividades do Centro Universitário Serra dos Órgãos tiveram início em 1 de março de 1970, após uma série de solenidades que foram intituladas de 1ª Jornada Médico Cirúrgica, que ocorreu no bairro do Alto, marcando a criação da Faculdade de Medicina de Teresópolis (FMT), sendo formalizada por meio do Decreto nº 66.435, de 10 de Abril de 1970, assinado pelo então presidente da República Emílio Garrastazu Médici, que reconheceu e autorizou o funcionamento da FMT. O primeiro vestibular aprovou 144 alunos, que tiveram seus nomes divulgados nos veículos de comunicação em abril de 1970, formando as duas primeiras turmas do curso de medicina da faculdade. Em julho de 1971, a estrutura da Faculdade foi ampliada, com o objetivo de comportar e receber novos alunos, que já era estimado em 400 na época, além de um corpo docente de 47 profissionais, sendo 17 titulares e 30 assistentes.
Em 29 de abril de 1972, foi firmado por meio da Lei Municipal nº 739 um convênio com a prefeitura para que a Fundação Educacional Serra dos Órgãos (FESO) assumisse a administração do Hospital das Clínicas de Teresópolis (HCT), inaugurado dois anos antes, com o objetivo principal de atender as necessidades da população.
Em 1975, foi criada a Faculdade de Administração, Ciências Contábeis e Econômicas de Teresópolis (FACCE), marcando o início dos cursos de Administração e Ciências Contábeis. O objetivo principal era atender a demanda da sociedade, que estava necessitando de profissionais após o aumento do número de empresas comerciais na região.
Em 1985, foi criada a Faculdade de Enfermagem de Teresópolis (FET), tendo como objetivo inicial a qualificação dos serviços de enfermagem prestados pelo Hospital das Clínicas e demais serviços de saúde com a formação de enfermeiros para atender a demanda local.
Com isso, observou-se certa desarticulação por parte das diversas unidades mantidas pela Fundação Educacional Serra dos Órgãos (FESO), que tinham a característica de serem Faculdades Isoladas. Sendo assim, em 1994, foi autorizado pelo Ministério da Educação a transformação destas em Faculdades Unificadas. A partir daí, a instituição passou a oferecer uma gama de cursos que foram incorporados posteriormente a transformação: Tecnologia em Processamento de Dados (1995, atual curso de Ciência da Computação), Pedagogia (1998), Direito e Odontologia (1999), Medicina Veterinária (2000) e Fisioterapia (2001).
Em 2006, o Ministério da Educação credenciou a instituição como Centro Universitário por meio da Portaria MEC nº 1.698, de 13 de outubro de 2006, publicada na edição do Diário Oficial da União (DOU) de 16 de outubro de 2006. Logo, ela começou a se chamar oficialmente Centro Universitário Serra dos Órgãos (Unifeso).
Os cursos mais recentes oferecidos são Farmácia, que iniciou em 2008, e os cursos de Ciências Biológicas, Engenharia Ambiental, Engenharia de Produção e Matemática, iniciados em 2009 e Nutrição, em 2018.

## Estrutura
O Centro Universitário Serra dos Órgãos conta com três unidades que formam sua infraestrutura voltadas a graduação, pós-graduação, pesquisa, extensão, integração profissional e atividades culturais: Campus Antonio Paulo Capanema de Souza, o principal, localizado na Avenida Alberto Torres, 111, no bairro do Alto; Campus Quinta do Paraíso, localizado na Estrada Wenceslau José de Medeiros, 1045, no bairro da Prata; e Campus Pro Arte, localizado na Rua Gonçalo de Castro, 85, no bairro do Alto.

## Ensino
| Direção Acadêmica                                            | Curso                           | Campus |
| ------------------------------------------------------------ | ------------------------------- | ------ |
| Direção Acadêmica de Ciências Humanas e Tecnológicas (DACHT) |                                 |        |
| Administração                                                | Antonio Paulo Capanema de Souza |        |
| Arquitetura e Urbanismo                                      | Quinta do Paraíso               |        |
| Ciência da Computação                                        | Quinta do Paraíso               |        |
| Ciências Contábeis                                           | Antonio Paulo Capanema de Souza |        |
| Direito                                                      | Antonio Paulo Capanema de Souza |        |
| Engenharia Civil                                             | Quinta do Paraíso               |        |
| Direção Acadêmica de Ciências da Saúde (DACS)                |                                 |        |
| Biomedicina                                                  | Quinta do Paraíso               |        |
| Enfermagem                                                   | Antonio Paulo Capanema de Souza |        |
| Farmácia                                                     | Quinta do Paraíso               |        |
| Fisioterapia                                                 | Quinta do Paraíso               |        |
| Medicina                                                     | Antonio Paulo Capanema de Souza |        |
| Medicina Veterinária                                         | Quinta do Paraíso               |        |
| Nutrição                                                     | Antonio Paulo Capanema de Souza |        |
| Odontologia                                                  | Antonio Paulo Capanema de Souza |        |
| Psicologia                                                   | Antonio Paulo Capanema de Souza |        |